# !!!
!!! (vaak uitgesproken als "chk chk chk") is een Amerikaanse dance-punk band, opgericht in Sacramento, Californië in 1996. De leden zijn allemaal afkomstig van andere lokale bands als The Yah Mos, Black Liquorice en Popesmashers.

## Naam

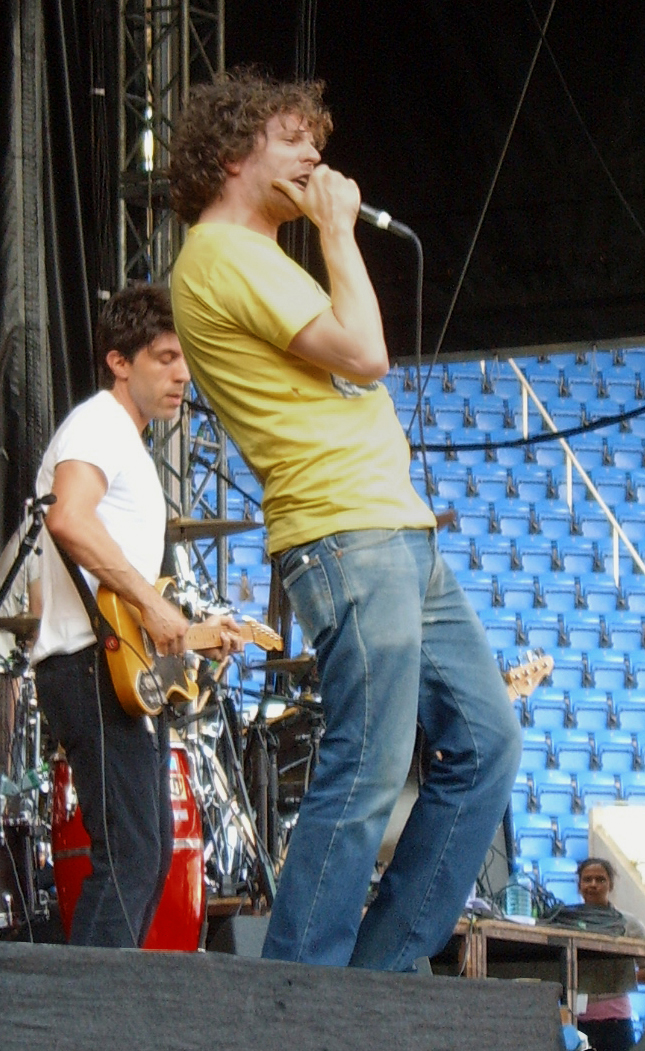
!!!'s Nic Offer, bij een optreden van de Red Hot Chili Peppers in Reading, England (2006).

De naam van de band is afgeleid van de ondertiteling van de film The Gods Must Be Crazy, waarin de klik in de Khoisantaal van de San werd weergegeven met een "!". Volgens de bandleden zelf kan !!! worden uitgesproken door een willekeurig woord van 1 lettergreep driemaal uit te spreken. De meeste fans interpreteren het als Chk Chk Chk, maar het kan bijvoorbeeld ook worden geïnterpreteerd als Pow Pow Pow, Bam Bam Bam, Uh Uh Uh, etc. De URL's van hun officiële website en hun myspace-account suggereren echter dat Chk Chk Chk inderdaad de voorkeur geniet.

## Geschiedenis
!!! werd opgericht door leden van de Californische bands Black Liquorice en Popesmashers na een gezamenlijk optreden. Het debuutalbum van de band verscheen in 2000 bij Gold Standard Laboratories. Dit werd in 2003 opgevolgd door de single "Me and Giuliani Down By the School Yard", een combinati van House en psychedelische gitaar. De titel van de single was afkomstig uit de musical Footloose.
Een tweede album getiteld Louden Up Now werd uitgebracht via Touch and Go in Amerika en Warp Records in Europa in juni 2004. In juni 2005 bracht !!! een nieuwe EP uit met daarop een cover van "Take Ecstasy With Me" van The Magnetic Fields. In december dat jaar kwam de originele drummer van !!!, Mikel Gius, tijdens een fietstocht om bij een aanrijding met een auto.
!!! bracht haar derde album, Myth Takes, uit in 2007. Zanger en drummer John Pugh verliet in juli 2007 de band om zich te concentreren op een nieuwe band; Free Blood. Shannon Funchess nam zijn plaats in.
Op 8 november 2009 kwam drummer Jerry Fuchs om het leven toen hij in een liftschacht viel.

## Huidige leden
- Nic Offer - Zang
- Allan Wilson - Hoorn/slaginstrument
- Mario Andreoni – gitaar
- Tyler Pope – basgitaar / verschillende elektronische instrumenten
- Dan Gorman – Hoorn/slaginstrument
- Sean McGahan –verschillende elektronische instrumenten / geluidsmanipulatie
- Shannon Funchess – zang/ drummer
- Paul Quattrone – drum

## Discografie

### Albums
- !!! – (november, 2001, Gold Standard Labs)
- Louden Up Now – (7 juni, 2004, Touch and Go/Warp) #4 (U.S. Electronic Albums), #14 ( (U.S. Independent Albums), #20 (U.S. Heatseekers)
- Myth Takes – (5 maart 2007, Warp) #3 (U.S. Electronic Albums), #4 (CMJ Radio 200), #8 (U.S. Heatseekers), #25 (U.S. Independent Albums), #195 (Billboard 200)
- Strange Weather, Isn't It? (24 augustus 2010, Warp)
- As If (16 oktober 2015, Warp)

### Ep's
- GSL26/LAB SERIES VOL. 2 – (split met Out Hud, 1999, Gold Standard Labs)
- Live Live Live – (november 2004, Beat Records, Japan only)
- Take Ecstasy with Me/Get Up – (7 juni 2005, Touch and Go Records)
- Jamie, My Intentions Are Bass E.P. – (november 2010)

### Singles
- "The Dis-Ease/The Funky Branca" – (1998, 7")
- "Me and Giuliani Down by the School Yard (A True Story)" – (2003, CD, 12")
- "Pardon My Freedom" – (2004, 12")
- "Hello? Is This Thing On?" – (2004, CD, 12")
- "Me and Giuliani Down by the School Yard (A Remix)" – (2004, single-sided 12")
- "Heart of Hearts" – (2007, 12"
- "Must Be the Moon" – (2007, 12")
- "AM/FM" – (2010, 12")

### Overig
- !!! (1997, tourcassette)